# Nerocila tenuipes
Nerocila tenuipes är en kräftdjursart som beskrevs av James Dwight Dana 1853. Nerocila tenuipes ingår i släktet Nerocila och familjen Cymothoidae. Inga underarter finns listade i Catalogue of Life.